# Danh sách thành phố Campuchia
Đây là danh sách các thành phố ở Campuchia.
Thủ đô: Phnom Penh.
Dưới đây là danh sách các thành phố, thị xã (tiếng Khmer gọi chung là krong, ក្រុង) thuộc tỉnh, bao gồm tỉnh lỵ và thành phố, thị xã khác.
| Krong            | Thuộc tỉnh       | Dân số (nhân khẩu) | Hình ảnh |
| ---------------- | ---------------- | ------------------ | -------- |
| Siem Reap        | Siem Reap        | 245,494            |          |
| Battambang       | Battambang       | 119,251            |          |
| Serei Saophoan   | Banteay Meanchey | 99,019             |          |
| Poipet           | Banteay Meanchey | 98,934             |          |
| Ta Khmau         | Kandal           |                    |          |
| Arey Ksat        | Kandal           | 75,629             |          |
| Sihanoukville    | Sihanoukville    | 73,036             |          |
| Samraong         | Oddar Meancheay  | 70,944             |          |
| Pursat           | Pursat           | 58,355             |          |
| Kampong Thom     | Kampong Thom     | 53,118             |          |
| Kampong Speu     | Kampong Speu     | 50,359             |          |
| Bavet            | Svey Rieng       | 43,783             |          |
| Doun Kaev        | Takéo            | 43,402             |          |
| Svay Rieng       | Svey Rieng       | 41,424             |          |
| Kampong Chhnang  | Kampong Chhnang  | 41,080             |          |
| Kampong Cham     | Kampong Cham     | 38,365             |          |
| Pailin           | Pailin           | 37,393             |          |
| Prey Veng        | Prey Veng        | 36,254             |          |
| Suong            | Tboung Khmum     | 35,054             |          |
| Kampot           | Kampot           | 32,053             |          |
| Banlung          | Ratanakiri       | 30,399             |          |
| Khemarak Phoumin | Koh Kong         | 28,836             |          |
| Kratié           | Kratié           | 28,317             |          |
| Preah Vihear     | Preah Vihear     | 24,360             |          |
| Sen Monorom      | Mondulkiri       | 13,195             |          |
| Kep              | Kep              | 5,470              |          |
| Koh Rong         | Sihanoukville    | 4,000              |          |

1. ↑  "General Population Census of the Kingdom of Cambodia 2019 – Final Results" (PDF). National Institute of Statistics. Ministry of Planning. ngày 26 tháng 1 năm 2021. Truy cập ngày 7 tháng 2 năm 2021.
2. ↑  "Koh Rong islands to form Kingdom's newest city". Khmer Times. ngày 6 tháng 2 năm 2019. Truy cập ngày 7 tháng 2 năm 2021.